# Вишневі ночі
«Вишневі ночі» — український художній фільм режисера Аркадія Микульського, відзнятий у 1992 році на кіностудії «Національно-культурний виробничий центр Рось». Фільм знятий за однойменною повістю Бориса Харчука.

## Сюжет
Події фільму розгортаються в останні роки Другої світової війни в західноукраїнському містечку. Німці відійшли далеко на захід і містом панували радянські війська, принісши атмосферу напруженого очікування лиха. Життя провінційного міста, на перший погляд, мало розмірений та мирний плин, який переривався незрозумілими перестрілками на вулицях та несподіваними зникненнями колег по роботі. Але ця умовна тиша була всього-навсього прикриттям для підпільної діяльності армії нескорених, яка існувала поруч з радянською.
На тлі цих трагічних історичних подій розгортається історія кохання місцевої мешканки Олени Мартинюк (у виконанні Інни Капінос) і лейтенанта НКВС Славка Денисенка, який живе в місті під легендою військового лікаря (грає Володимир Шевельков). Вони мешкають поруч, спільно винаймаючи квартиру і не здогадуються, що належать до ворожих таборів.
Аж доки молодий лейтенант, отримавши завдання схопити зв'язкового УПА Калину, не дізнається, що цей таємничий агент і є його симпатична сусідка. Основні події, таким чином, розгортаються не в площині збройної чи ідеологічної боротьби, а саме в історії стосунків двох людей і їхньої особистої трагедії. Вони опинилися по різні боки барикад, але кохання розпорядилося по-своєму, і, зрештою, призвело обох до загибелі.

## Нагороди
- 1995 — Гран-прі за найкращу жіночу роль Інні Капінос, кінофестиваль «Стожари» (Київ)
- 1997 — Лауреат кіно-телефестивалю «Золота ера» (Київ)

## Акторський склад
- Володимир Шевельков — В'ячеслав Денисенко
- Костянтин Степанков — Сікорський
- Інна Капінос — Олена Мартинюк
- Леонід Дьячков — Свиридов
- Михайло Голубович — Кожух
- Микола Олійник — Чорнявий
- Олена Лицканович (в титрах — Оглобліна) — пані Марія
- Лідія Моргачева — мати Олени
- Анатолій Дяченко
- Сергій Підгорний